# Torben Grut
Torben Andreas Grut, född 2 juni 1871 i Tuns socken, död 24 december 1945 i Frederiksberg i Danmark, var en svensk arkitekt. Grut betraktades under sin verksamhet i Stockholm från 1903 till och med 1920-talet som en av sin generations ledande arkitekter. Särskilt känd är han för att ha ritat idrottsbyggnader (främst Stockholms stadion) och olika slags representationsbyggnader.

## Biografi
Familjen var av dansk härkomst och fadern var godsägare vid Gammalstorps herrgård. Efter studentexamen vid Högre allmänna läroverket i Skara 1889, läste Torben Grut vidare till arkitekt vid Kungliga Tekniska högskolan (KTH) i Stockholm. Professor där var Isak Gustaf Clason vilken kom att få stor betydelse för Grut som utövande arkitekt. Under sina studieår där lärde han också känna bland andra Ferdinand Boberg. Efter fyra års studier vid KTH blev Grut 1894 anställd hos den danske arkitekten Hans Jørgen Holm. Samtidigt blev han också elev vid Köpenhamns konstakademis antik- och målarskola. Under 1893 och 1896 var han anställd hos Isak Gustaf Clason och 1898–1899 hos Ferdinand Boberg.
Torben Grut var svensk mästare i tennis 1896–1897 och tävlade för bland annat AIK. Hans kusin med samma namn (född 1865, död 1952) var IOK-ledamot 1906–1912.
Torben Grut var far till William Grut. De är begravda på Djursholms begravningsplats. Torben Grut var bror till Lennart Grut.

## Byggnader
Bland hans arbeten märks Villa Bellro i Mullsjö (1899), Tennishuset i Stockholms idrottspark (1900), ett flertal villor, bland dessa arkitektens egen Villa Grut på Djurgården i Stockholm (1906), Solliden på Öland (1906), Villa Apelgården för bokförläggare Wahlström i Storängen i Nacka (1906) och Villa Waern, också i Storängen (1905).

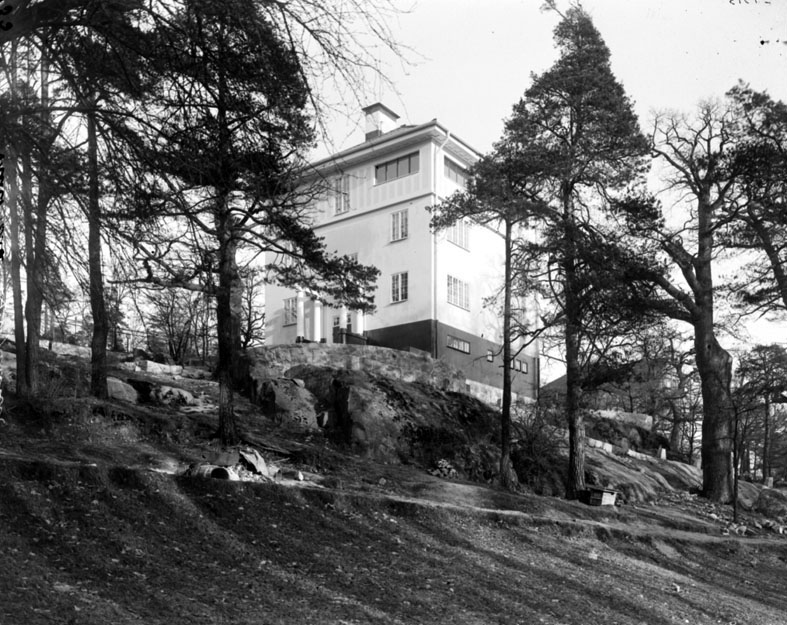
Villa Grut på Södra Djurgården i Stockholm.

Bland offentliga byggnader är den mest kända Stockholms stadion (1910–1912), vars ringmursliknande uppbyggnad i tegel han lyckades genomdriva mot en ursprunglig idé om en temporär träkonstruktion. Andra offentliga byggnader är bland annat Norrfjärdens kyrka, nära Piteå (1909), Ammarnäs kyrka i Sorsele kommun (1912), Stengårdshults kyrka och klockstapel i Småland samt Berga slott på Södertörn (1915). Ombyggnaden av svenska ambassaden i Helsingfors till tessinsk barock (1923) utfördes så att fasaden liknar Stockholms slotts norra fasad.
Grut gjorde dessutom ritningar till små bostadshus av trä; exempelvis ”byggnadstyper för små jordbruk” år 1905 på beställning av Lantbruksakademien eller ”Byggnadsritningar till moderna sportstugor och villor” som han utgav tillsammans med bland andra Jakob J:son Gate. I tävlingen om ny stadsplan för Göteborg 1902 vann Grut, jämte ingenjör Nils Gellerstedt, andra priset.

## Verk i urval
- Villa Bellro i Mullsjö (1899)

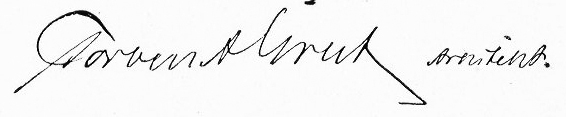
Ritningssignatur, 1909

- Postament i röd granit till statyn av Jonas Alströmer på Lilla Torget, Göteborg.[6]
- Villa Grut, Södra Djurgården, Stockholm (1905)
- Sollidens slott på Öland (1906)
- Villa Apelgården, Storängen, Nacka (1906)
- Tobaksmonopolet i Härnösand  (ursprungligen Strengbergs tobaksfabrik) (1906–1909)
- Arbetarbostäder i Vallvik, Hälsingland (1907–1908)
- Strengbergs tobaksfabrik (1909) och Brandstation (1912) i Jakobstad[7]
- Sparbanken i Linköping (1908)
- Norrfjärdens kyrka (1909)
- Piplärkan 8 i Lärkstaden (1909-1910)
- Ammarnäs kyrka (1910–1912)
- Villa Hildasholm, Leksand (1910)
- Stengårdshults kyrka (1910)
- Magleås herrgård, Danmark (1910)
- Stockholms stadion (1910–1912)
- Gravkapell på Norra kyrkogården i Norrköping (1913)
- Villa Wallenberg, Solsidan, Saltsjöbaden (1914)
- Berga slott, Södertörn (1915)
- Stjärneborg slott, Aneby (1915)
- Sparbankshuset, Umeå (1915)[8]
- Villa Båge, Solsidan , Saltsjöbaden (1917)
- Italienska villan, Grimskaftsvägen, Degerhamn (1917)
- Villa Tobo, Västervik (1917)
- Normaltyper för Sveriges jägmästarbostäder, bland annat Villa Norrbyviken i Borensberg (1921)
- Djursholms församlingsgård (1920-tal)
- Sveriges ambassad i Helsingfors (ombyggnad, 1923)[9]
- Linghallen, Norrköping (1925)
- Saltsjöbadens friluftsbad (herravdelning) på Restaurangholmen, Saltsjöbaden (1925)
- Gunnarsbyns kyrka (1928)
- Avesta Storfors kraftverk (II-III) (1918 och 1929)[10]

## Galleri

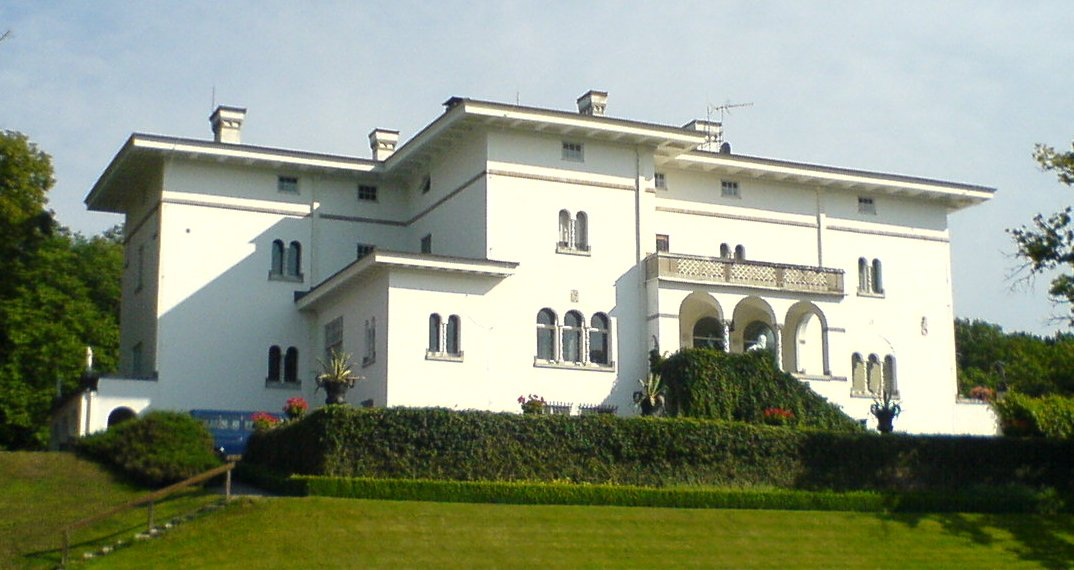
Solliden på Öland
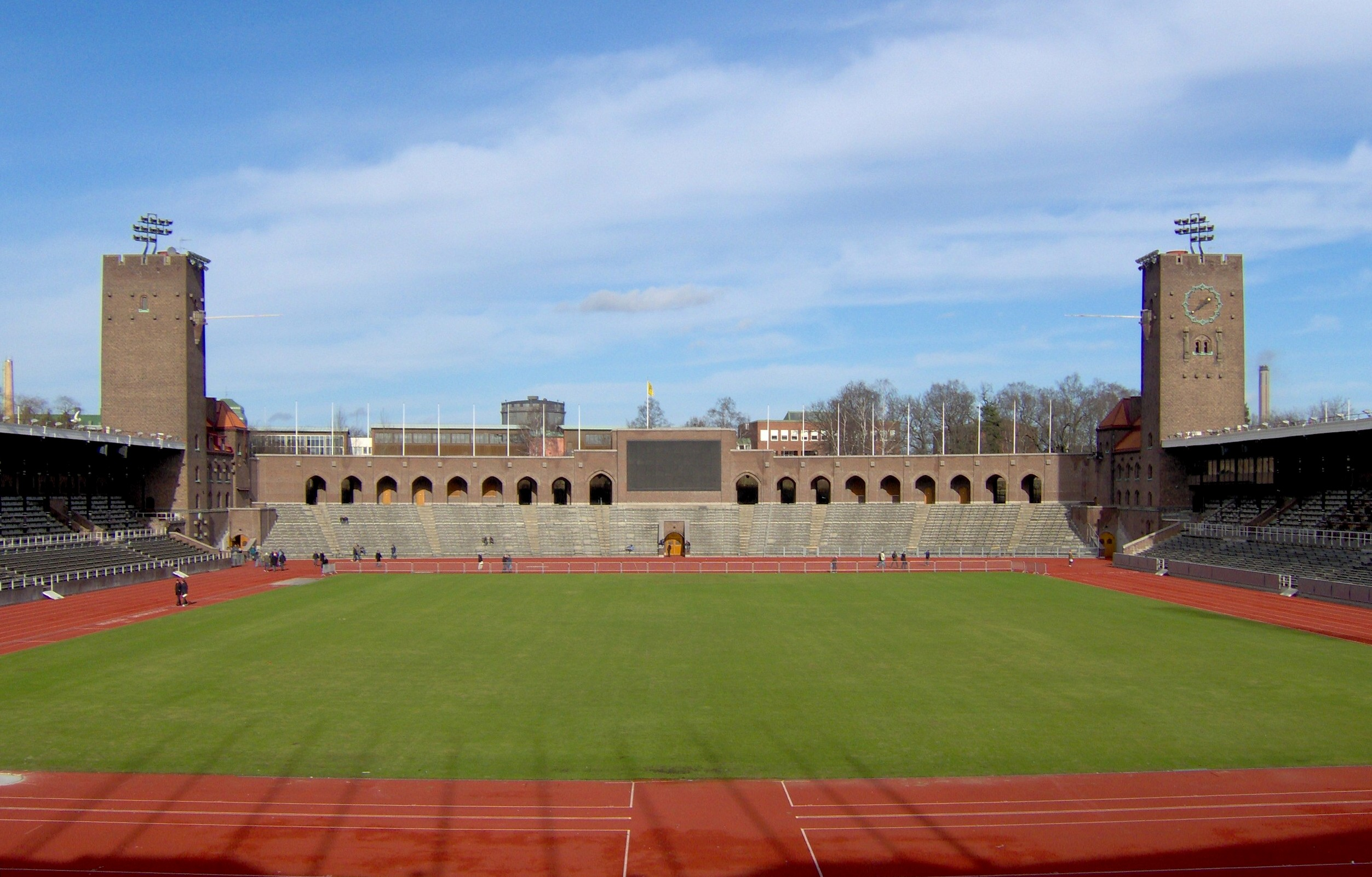
Stockholms Olympiastadion
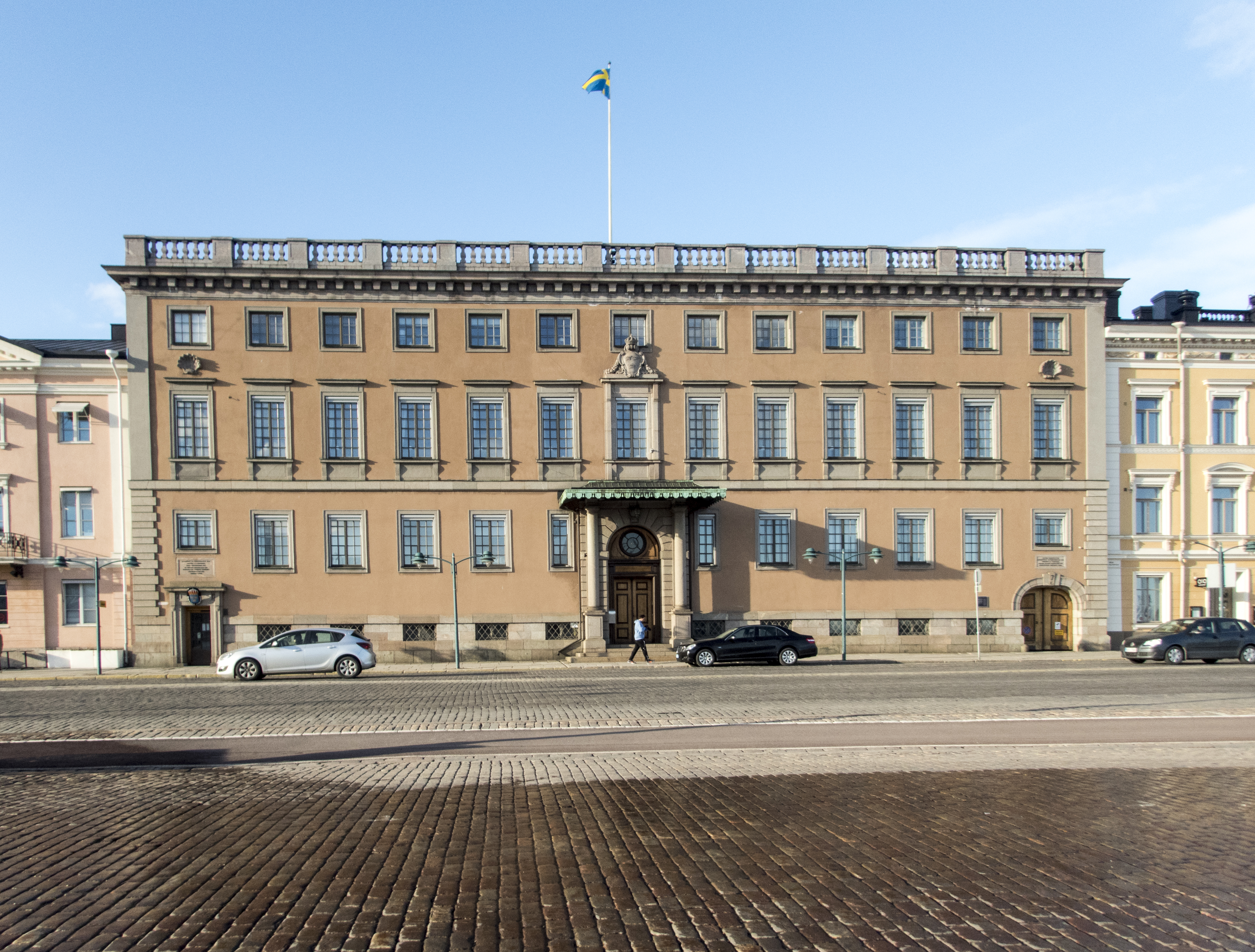
Sveriges ambassad i Helsingfors
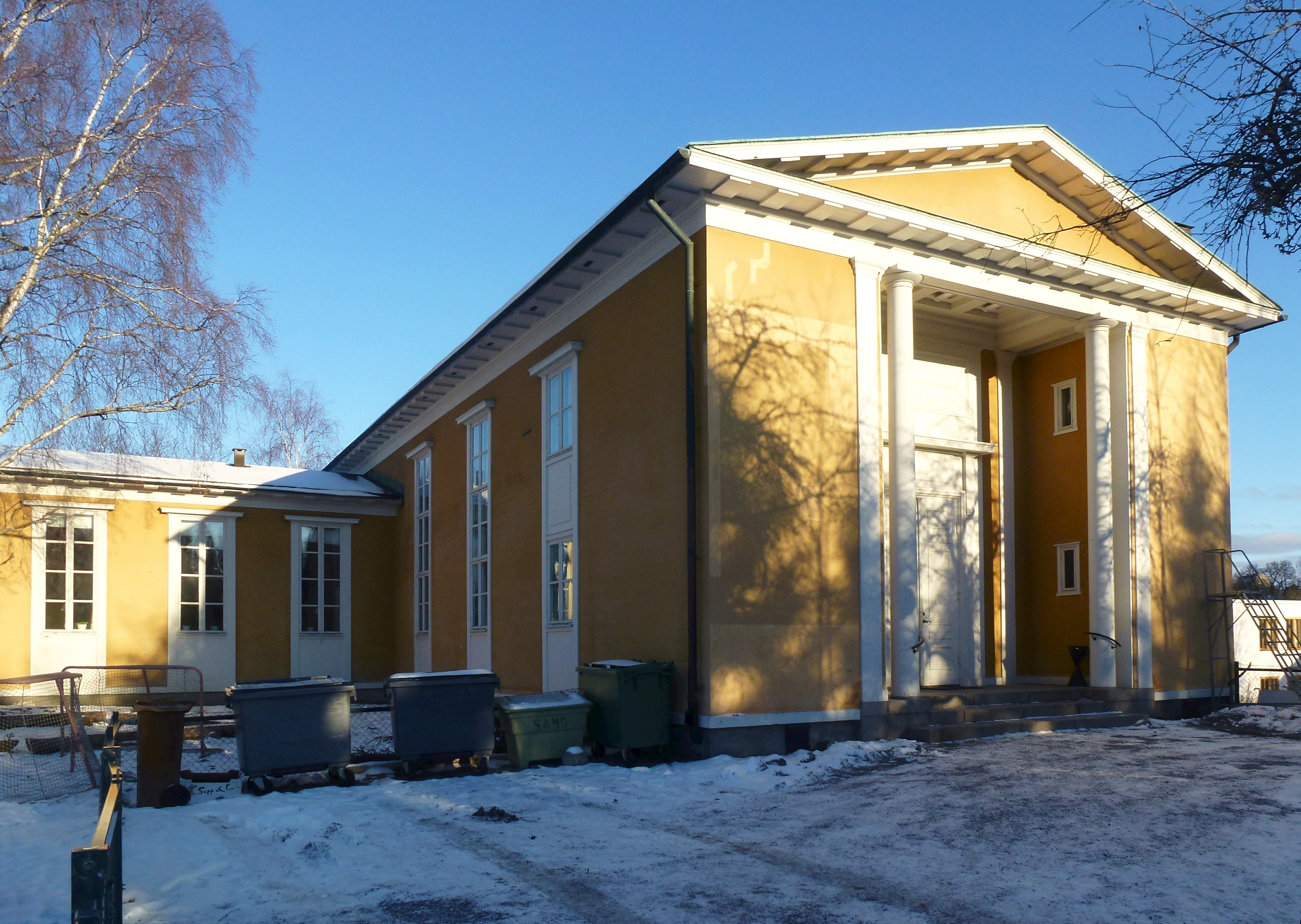
Djursholms församlingsgård
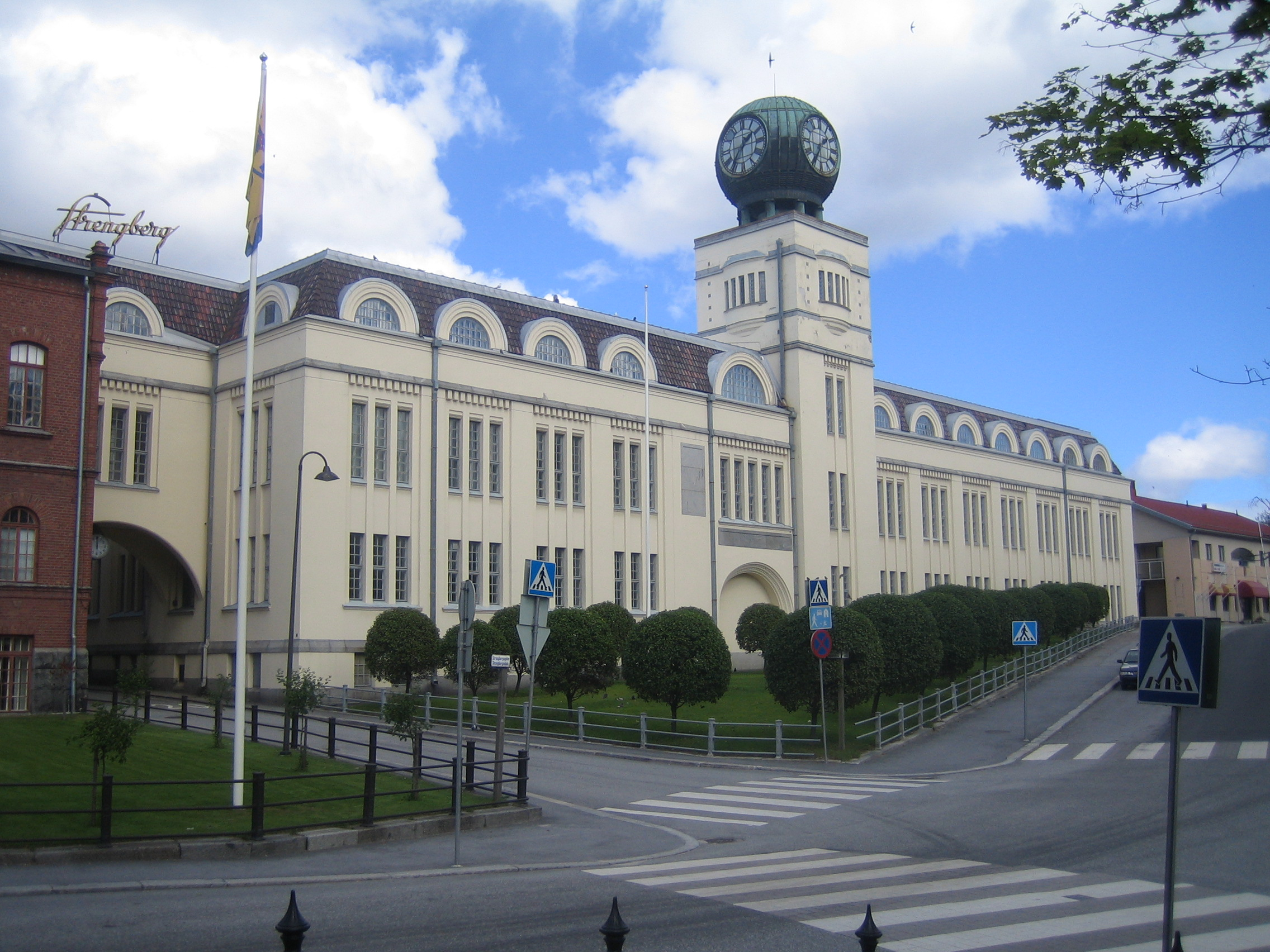
Strengbergs tobaksfabrik, Jakobstad
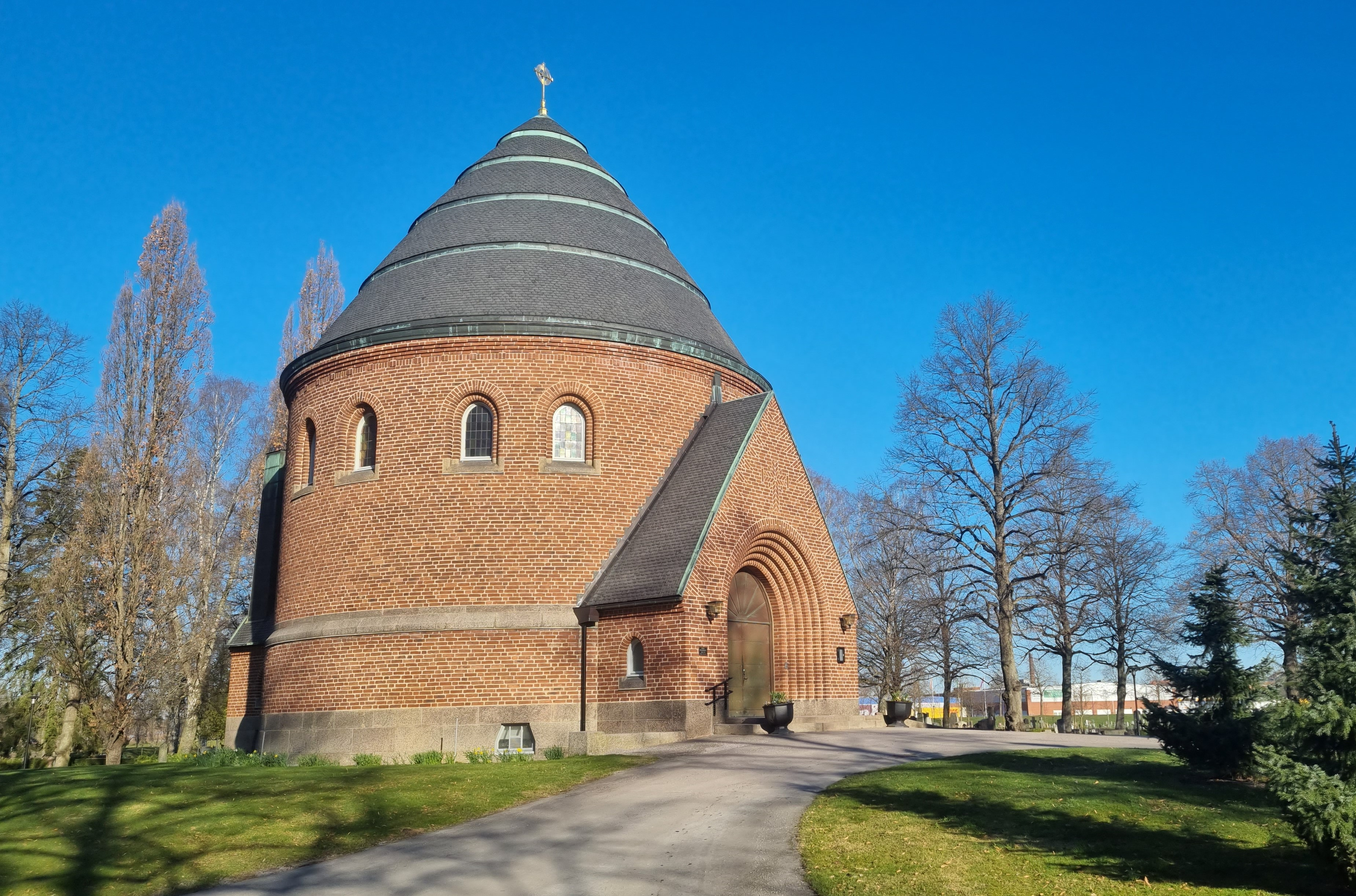
Norra kapellet, Norrköping

### Webbkällor
- Grut, Torben
- Grut, Torben Andreas i Nordisk familjebok (andra upplagan, 1909)
- Grut, T. A. i Nordisk familjebok (andra upplagans supplement, 1924)